# WTA-toernooi van San Marino
Het WTA-toernooi van San Marino (officieel: San Marino Open) was een tennistoernooi voor vrouwen dat van 1991 tot en met 1993 plaatsvond in de stadstaat San Marino.
De WTA organiseerde het toernooi, dat laatstelijk in de categorie "Tier IV" viel en werd gespeeld op gravel.
Een of twee weken later vond het ATP-toernooi van San Marino plaats.
Er werd door 32 deelneemsters per jaar gestreden om de titel in het enkelspel, en door 16 paren om de dubbelspeltitel. Aan het kwalificatietoernooi voor het enkelspel namen 32 speelsters deel, met vier plaatsen in het hoofdtoernooi te vergeven.

## Officiële namen
| 1991 | Volvo San Marino Open               |
| 1992 | Internazionali di Tennis San Marino |
| 1993 | San Marino Open                     |

## Finales

### Enkelspel
| Datum      | Naam                     | Cat.    | ($)     | Ondergrond     | Winnares          | Verliezend finaliste | Uitslag       |
| ---------- | ------------------------ | ------- | ------- | -------------- | ----------------- | -------------------- | ------------- |
| 1991-07-15 | Volvo San Marino Open    | Tier V  | 75.000  | gravel, buiten | Katia Piccolini   | Silvia Farina        | 6-2, 6-3      |
| 1992-07-20 | Internazionali di Tennis | Tier V  | 100.000 | gravel, buiten | Magdalena Maleeva | Federica Bonsignori  | 7-6, 6-4      |
| 1993-07-26 | San Marino Open          | Tier IV | 100.000 | gravel, buiten | Marzia Grossi     | Barbara Rittner      | 3-6, 7-5, 6-1 |

### Dubbelspel
| Datum      | Naam                     | Cat.    | ($)     | Ondergrond     | Winnaressen                       | Verliezend finalistes           | Uitslag  |
| ---------- | ------------------------ | ------- | ------- | -------------- | --------------------------------- | ------------------------------- | -------- |
| 1991-07-15 | Volvo San Marino Open    | Tier V  | 75.000  | gravel, buiten | Kerry-Anne Guse Akemi Nishiya     | Laura Garrone Mercedes Paz      | 6-0, 6-3 |
| 1992-07-20 | Internazionali di Tennis | Tier V  | 100.000 | gravel, buiten | Alexia Dechaume Florencia Labat   | Sandra Cecchini Laura Garrone   | 7-6, 7-5 |
| 1993-07-26 | San Marino Open          | Tier IV | 100.000 | gravel, buiten | Sandra Cecchini Patricia Tarabini | Florencia Labat Barbara Rittner | 6-3, 6-2 |

## Bron
- (en)  Toernooischema WTA 1991
- (en)  Toernooischema WTA 1992
- (en)  Toernooischema WTA 1993

ITF-toernooien (mannen en vrouwen)

ATP-toernooien (mannen) – ATP-seizoen 2025

WTA-toernooien (vrouwen) – WTA-seizoen 2025

Voormalige toernooien mannen
Voormalige toernooien vrouwen
Voormalige amateurtoernooien